# Tridenchthoniinae
Sous-famille
Synonymes
- Dithinae Chamberlin, 1929

Les Tridenchthoniinae sont une sous-famille de pseudoscorpions de la famille des Tridenchthoniidae.

## Distribution
Les espèces de cette sous-famille se rencontrent en Afrique, en Amérique, en Asie et en Océanie.

## Liste des genres
Selon Pseudoscorpions of the World (version 3.0) :
- Compsaditha Chamberlin, 1929
- Ditha Chamberlin, 1929
- Dithella Chamberlin & Chamberlin, 1945
- Haploditha Caporiacco, 1951
- Heterolophus Tömösváry, 1884
- Neoditha Feio, 1945
- Tridenchthonius Balzan, 1887
- Typhloditha Beier, 1955
- † Chelignathus Menge, 1854

## Publication originale
- Balzan, 1892 : Voyage de M. E. Simon au Venezuela (Décembre 1887-Avril 1888). 16e mémoire. Arachnides. Chernetes (Pseudoscorpiones). Annales de la Société Entomologique de France, vol. 60, p. 497-552 (texte intégral).